# Nguyễn Hải Ninh (chính khách)
Nguyễn Hải Ninh (sinh ngày 24 tháng 1 năm 1976) là chính trị gia người Việt Nam. Ông hiện là Uỷ viên Trung ương Đảng khoá XIII, Bí thư Đảng ủy, Bộ trưởng Bộ Tư pháp.
Ông từng là Bí thư Tỉnh ủy Khánh Hòa, Ủy viên dự khuyết Trung ương Đảng khóa XII, Phó Chánh Văn phòng Trung ương Đảng, Phó Chủ tịch thường trực Ủy ban nhân dân tỉnh Đắk Lắk, Thư ký Bí thư Trung ương Đảng, Chánh Văn phòng Trung ương Đảng Trần Quốc Vượng.

## Học vấn
Ông có bằng Cao cấp Lý luận chính trị, Tiến sĩ Luật,Cử nhân Hành chính, Cử nhân Luật kinh tế.

## Sự nghiệp
Quê quán của ông tại xã Bình Minh, huyện Khoái Châu, tỉnh Hưng Yên.
Ngày 6 tháng 3 năm 1998, ông được kết nạp vào Đảng Cộng sản Việt Nam.

### Ban Nội chính Trung ương
Năm 2006, ông là Phó Vụ trưởng Vụ Pháp luật, Ban Nội chính Trung ương.

### Văn phòng Trung ương Đảng
Năm 2007, Ban Nội chính Trung ương hợp nhất vào Văn phòng Trung ương Đảng; thành lập Văn phòng Ban Chỉ đạo Trung ương về phòng, chống tham nhũng do Thủ tướng Chính phủ làm Trưởng ban. Ông được bổ nhiệm làm Phó Vụ trưởng Vụ Pháp luật và cải cách tư pháp, Văn phòng Trung ương Đảng.
Năm 2011, ông đựoc bổ nhiệm làm Phó vụ trưởng Vụ Thư ký, thư ký Chánh Văn phòng Trung ương Trần Quốc Vượng. Năm 2013, ông được bổ nhiệm làm Vụ trưởng, Thư ký Bí thư Trung ương Đảng, Chánh văn phòng Trung ương Đảng Trần Quốc Vượng.

### Tỉnh Đắk Lắk
Ngày 7 tháng 11 năm 2014, ông được Ban Bí thư điều động tham gia Ban Chấp hành Đảng bộ tỉnh Đắk Lắk nhiệm kì 2010-2015 và giới thiệu cho HĐND tỉnh Đắk Lắk bầu giữ chức vụ Phó Chủ tịch UBND tỉnh Đắk Lắk nhiệm kì 2011-2016.
Ngày 11 tháng 12 năm 2014, ông được bầu giữ chức vụ Phó Chủ tịch UBND tỉnh Đắk Lắk khóa VIII với 76/76 phiếu thuận.
Năm 2015, ông được bàu vào Ban Thường vụ tỉnh ủy.
Tháng 1 năm 2016, tại Đại hội Đại biểu toàn quốc lần thứ XII của Đảng, ông trúng cử Ủy viên dự khuyết Ban Chấp hành Trung ương Đảng.
Ngày 4 tháng 7 năm 2016, ông tái đắc cử Phó Chủ tịch UBND tỉnh Đắk Lắk khóa IX nhiệm kì 2016-2021. Sau đó, ông được phân công làm Phó Chủ tịch thường trực Ủy ban nhân dân tỉnh.

### Văn phòng Trung ương Đảng
Ngày 4 tháng 3 năm 2019, ông được Bộ Chính trị điều động, bổ nhiệm giữ chức vụ Phó Chánh văn phòng Trung ương Đảng.
Ngày 30 tháng 1 năm 2021, Tại Đại hội đại biểu toàn quốc lần thứ XIII của Đảng, đồng chí được bầu là Ủy viên Ban Chấp hành Trung ương Đảng Cộng sản Việt Nam khoá XIII, nhiệm kỳ 2021-2026.

### Bí thư Tỉnh ủy Khánh Hòa
Ngày 23 tháng 4 năm 2021, Bộ Chính trị quyết định điều động, phân công ông thôi giữ chức Phó Chánh văn phòng Trung ương Đảng để chỉ định tham gia Ban Chấp hành, Ban Thường vụ và giữ chức Bí thư Tỉnh ủy Khánh Hòa nhiệm kỳ 2020 - 2025.

### Bộ trưởng Bộ Tư pháp
Ngày 26 tháng 8 năm 2024, tại kỳ họp bất thường lần thứ 8, với đa số đại biểu tán thành, Quốc hội khóa XV đã thông qua nghị quyết phê chuẩn bổ nhiệm ông Nguyễn Hải Ninh, Bí thư Tỉnh ủy Khánh Hòa, làm Bộ trưởng Bộ Tư pháp nhiệm kỳ 2021 - 2026 theo đề nghị của Thủ tướng Phạm Minh Chính.

## Tác phẩm
- Nguyễn Hải Ninh, Nguyễn Hà Thanh, "Tố tụng tranh tụng và tố tụng thẩm vấn trong tư pháp hình sự thế giới", Tạp chí Nghiên cứu lập pháp số 148, tháng 6 năm 2009